# Nyikolaj Dmitrijevics Golicin
Nyikolaj Dmitrijevics Golicin, oroszul: Никола́й Дми́триевич Голи́цын (Moszkvai kormányzóság, 1850. április 12. [a régi orosz naptár szerint március 31.] – Leningrád, 1925. július 2.) orosz nemes, herceg, miniszter és titkos tanácsos. Az Államtanács tagja és az Orosz Birodalom utolsó miniszterelnöke.

## Élete
Golicin herceg 1850. április 12-én született, a Moszkvai kormányzóság területén, a Golicin, más forrásokban Galicinként dokumentált orosz főnemesi családban. 1871-től különböző posztokat töltött be a Belügyminisztériumban. 
1885-től Arhangelszk, 1893-tól Kaluga majd 1897-től Tver kormányzója. 1903-tól a Szenátus tagja. 
1914-től titkos tanácsos, korán már élvezni kezdte a cári család rokonszenvét. 1915 májusától a Különleges Bizottság elnöke amely az orosz hadifoglyok segítésén dolgozott.
1917 januárjának elejétől a Miniszterek Tanácsának elnöke, vagyis az Orosz Birodalom miniszterelnökévé nevezték ki. A posztját ugyan az év márciusáig tarthatta meg, amikor is az oroszországi polgári forradalom elsöpörte a monarchiát. Golicin herceget elfogták és bíróság elé állították, de végül felmentették. Családjával Petrográdban maradt az októberi forradalom idején is.
Később az Állami Politikai Igazgatóság többször is letartóztatta, mondván, hogy ellenforradalmi elemekkel van kapcsolatban. 1925. július 2-án kivégezték.